# Mata de Zarza
Mata de Zarza är en ort i Mexiko.   Den ligger i kommunen Puente Nacional och delstaten Veracruz, i den sydöstra delen av landet, 260 km öster om huvudstaden Mexico City. Mata de Zarza ligger 478 meter över havet och antalet invånare är 382.
Terrängen runt Mata de Zarza är kuperad åt nordväst, men åt sydost är den platt. Runt Mata de Zarza är det ganska tätbefolkat, med 75 invånare per kvadratkilometer. Närmaste större samhälle är Rinconada, 17,9 km nordost om Mata de Zarza. I omgivningarna runt Mata de Zarza växer huvudsakligen savannskog.